# Beep (singel)
Beep – trzeci singiel grupy The Pussycat Dolls pochodzący z jej pierwszego albumu PCD (2005). Piosenka miała być drugim singlem jednak jej miejsce zajęło "Stickwitu", ponieważ w tym samym czasie został wydany singiel zespołu The Black Eyed Peas pt.: "My Humps", który przekazywał podobne informacje.

## Teledysk
Reżyserem był Benny Boom. Teledysk zaczyna się jak Nicole jedzie windą i rozmawia z kimś kogo prawdopodobnie nie lubi. Następnie śpiewając pierwszą zwrotkę wchodzi do pomieszczenia gdzie znajdują się również pozostałe dziewczyny (pojawia się tam też piesek Jessiki w ubranku z napisem BEEP). Reszta teledysku pokazuje próbę taneczną oraz imprezę. Co jakiś czas pojawia się will.i.am.

## Lista utworów
- U.S. promo CD

1. "Beep" [LP Version]
2. "Beep" [Instrumental]

- U.S. iTunes single

1. "Beep" [Album Version]
2. "Beep" [Video]

- UK CD1

1. "Beep" [Album Version]
2. "Hot Stuff (I Want You Back)" [Remix Version]

- UK CD2

1. "Beep" [Radio Version]
2. "Hot Stuff" (I Want You Back) [Remix Version]
3. "Beep" [CD-Rom Video]
4. "Sway" [CD-Rom Video]

- EU CD

1. "Beep" [Album Version]
2. "Don't Cha" [Live Version]
3. "Hot Stuff (I Want You Back)" [Remix Version]
4. "Beep" [Video]

## Listy przebojów
| Lista przebojów                   | Pozycja |
| --------------------------------- | ------- |
| Australian ARIA Top 50            | 3       |
| Brazil Hot 100                    | 78      |
| Canadian BDS Airplay              | 48      |
| Dutch Top 40                      | 2       |
| Belgian Flemish Ultratop 50       | 1       |
| Finnish Top 20 Singles            | 11      |
| German Top 100                    | 5       |
| Irish Singles Top 50              | 2       |
| Israeli Official Top 40           | 31      |
| Italian Singles Top 50            | 28      |
| Indonesia Chart                   | 1       |
| Luxembourg Top 50 Singles         | 9       |
| New Zealand Top 50 Singles        | 1       |
| Swedish Top 60 Singles            | 15      |
| UK Official Singles Chart         | 2       |
| U.S. Billboard Hot 100            | 13      |
| World Airplay Top 100             | 7       |
| World Chart Show                  | 9       |
| World Dance/Trance Top 30 Singles | 5       |
| World Singles Top 100             | 11      |
| French Top 100                    | 10      |
| Lithuania Chart                   | 4       |
| Greece Top 50                     | 10      |